# Гузев, Виктор Степанович
Виктор Степанович Гузев (3 января 1932, город Батуми Аджарской АССР, теперь Аджарская автономная республика, Грузия — 11 мая 1999, город Запорожье) — украинский советский деятель, новатор производства, сталевар Запорожского электрометаллургического завода «Днепроспецсталь» имени Кузьмина Запорожской области. Герой Социалистического Труда (30.03.1971). Депутат Верховного Совета УССР 6-8-го созывов.

## Биография
С 1955 года работал подручным сталеваром, затем — сталеваром, старшим сталеваром электросталеплавильного цеха № 1 Запорожского металлургического (электрометаллургического) завода «Днепроспецсталь» имени Кузьмина Запорожской области.
Указом Президиума Верховного Совета СССР от 30 марта 1971 года за выдающиеся успехи, достигнутые в выполнении заданий пятилетнего плана по развитию черной металлургии, Гузеву Виктору Степановичу присвоено звание Героя Социалистического Труда с вручением ордена Ленина и золотой медали «Серп и Молот».
Потом — на пенсии в городе Запорожье.

## Награды
- Герой Социалистического Труда (30.03.1971);
- дважды Орден Ленина (22.03.1966; 30.03.1971);
- орден Трудового Красного Знамени (19.02.1974);
- Заслуженный металлург Украинской ССР;
- медали